# Karolina Kozak
Karolina Maria Kozak, ps. Karola (ur. 1 lutego 1977 w Warszawie) – polska piosenkarka, autorka tekstów, prezenterka radiowa i telewizyjna.

## Życiorys

### Kariera
W latach 2001–2005 pracowała w stacji MTV Polska jako prezenterka programów, takich jak np. MTV Select. Po czterech latach współpracy objęła stanowisko menedżera w firmie produkcyjnej Real World (obecnie Papaya Films), z którego zrezygnowała przed wydaniem płyty. Współpracowała z Sisi Project i Project Si 031.
W 2004 roku, wraz z zespołem dr.no wydała album studyjny, zatytułowany Almost done. Śpiewała również w zespołach, takich jak m.in. Auto da fe, Halucyna, Silver Rocket. Wystąpiła też na płycie 3 Smolika i Dziewczyny zespołu oxy.gen.
29 czerwca 2007 wydała singel „Razem zestarzejmy się”, zapowiadający jej solowy album studyjny, zatytułowany Tak zwyczajny dzień. W 2008 była nominowana do nagrody Eska Music Awards w kategorii „Artystka roku – Polska”.
Jest współautorką tekstu i muzyki do zaśpiewanej przez nią samą tytułowej piosenki do ścieżki dźwiękowej filmu Miłość na wybiegu, który miał swą premierę w 2009 roku. Jest autorką tekstów do utworów Edyty Górniak – „Teraz – tu” i „On the Run”, oraz większości piosenek na jej szósty studyjny album My. Napisała również teksty na płyty Dawida Podsiadły, Ani Wyszkoni, Łukasza Zagrobelnego oraz Braci. Bywa kojarzona z, występującą anonimowo, grupą Bokka.
Do grudnia 2011 prowadziła na antenie Programu III Polskiego Radia autorską audycję muzyczną, zatytułowaną Bez etykiety. Od września 2012 do jesieni 2014 prowadziła autorską audycję muzyczną Fonobłyski w Radiu PiN.

## Dyskografia
Albumy
| Rok  | Tytuł                                                                                                  | Pozycja na liście |
| Rok  | Tytuł                                                                                                  | POL               |
| ---- | --- | ----------------- |
| 2007 | Tak zwyczajny dzień - Data: 14 września 2007 - Wydawca: Jazzboy Records - Format: CD, digital download | 6                 |
| 2012 | Homemade - Data: 5 marca 2012 - Wydawca: Sony Music Entertainment - Format: CD, digital download       | 29                |

### Single
| 2007                           | „Razem zestarzejmy się” | 6  | 33 | 1 | Tak zwyczajny dzień                   |
| 2007                           | „Kłam, proszę kłam”     | 7  | –  | 4 | Nie kłam kochanie (ścieżka dźwiękowa) |
| 2008                           | „Bye, Bye”              | –  | –  | – | Tak zwyczajny dzień                   |
| 2009                           | „Miłość na wybiegu”     | 13 | –  | 4 | Miłość na wybiegu (ścieżka dźwiękowa) |
| 2012                           | „Mimochodem”            | 14 | 29 | – | Homemade                              |
| 2012                           | „Bez pytania”           | –  | –  | – | Homemade                              |
| 2012                           | „I tak bez końca”       | –  | –  | – | Homemade                              |
| „–” pozycja nie była notowana. |                         |    |    |   |                                       |

Występy gościnne
| Rok  | Wykonawca/Album                                                                | Utwór                  |
| ---- | ------------------------------------------------------------------------------ | ---------------------- |
| 2001 | FU – N.O.C.C. - Data: 10 marca 2001 - Wydawca: Baza Lebel                      | - „To wszystko co mam” |
| 2002 | Red – Al-Hub - Data: 18 maja 2002 - Wydawca: T1-Teraz                          | - „One Love”           |
| 2010 | Novika – Lovefinder - Data: 22 stycznia 2010 - Wydawca: Kayax/EMI Music Poland | - „Strangers”          |